# IC 3597
IC 3597 ist eine Balken-Spiralgalaxie vom Hubble-Typ SBd? im Sternbild Haar der Berenike am Nordsternhimmel. Sie ist schätzungsweise 307 Millionen Lichtjahre von der Milchstraße entfernt.
Das Objekt wurde am 23. März 1903 von Max Wolf entdeckt.